# Авраменко, Сергей Викторович
Серге́й Ви́кторович Авра́менко (род. 23 мая 1954, Измаил, Одесская область, Украинская ССР) — деятель ВМФ РФ, вице-адмирал.

## Биография
Родился 23 мая 1954 года в городе Измаил Одесской области Украинской ССР в семье морского офицера. В 1971 году окончил среднюю школу № 34 в городе Кишинёве, Молдавской ССР.
В 1976 году окончил Высшее военно-морское училище имени М. В. Фрунзе. Служил на Черноморском флоте командиром боевой части корабля, командиром дивизиона боевой части корабля, старшим помощником командира большого ракетного корабля «Бедовый». В 1990 году окончил Военно-морскую академию имени Маршала Советского Союза А. А. Гречко и продолжил службу на Черноморском флоте в должностях: командира корабля, начальника штаба — заместителя командира бригады кораблей, командира 150-й бригады ракетных кораблей. С октября 2002 года проходил службу на Тихоокеанском флоте начальником штаба — первым заместителем командующего (октябрь 2002 — июль 2003), командующим (июль 2003 — июнь 2005) Приморской флотилией разнородных сил ТОФ.
Контр-адмирал (21.02.2003).
Указом Президента РФ от 3 июня 2005 года назначен заместителем командующего Тихоокеанским флотом, в октябре 2010 года уволен с военной службы.
Осенью 2005 года командовал эскадрой кораблей Тихоокеанского флота, посетившей Индонезию (впервые с 1968 года), Таиланд, Сингапур, Вьетнам.
Награждён орденом «За военные заслуги», медалями. Заслуженный военный специалист Российской Федерации (21.02.2009).